# Grootbekaal
De grootbekaal (ook: pelikaanpaling of slokopaal) (Eurypharynx pelecanoides) is een vis uit de familie Eurypharyngidae.

## Kenmerken
De vis is gemiddeld 55 centimeter lang, weegt 1 kg en heeft een elastische maag. De staart is draadvormig en bevat een lichtgevend orgaan aan de staartpunt. Hij heeft een slank, geleidelijk versmald lichaam met enorme kaken, die zijn bezet met kleine tandjes. De grootbekaal heeft een kleine mond die los hangt. Deze kan erg wijd opengesperd worden zodat prooien kunnen worden gegeten die groter zijn dan de grootbekaal zelf.

## Leefwijze
De grootbekaal voedt zich met kreeftjes, inktvis en kleine vissen. Die worden aangelokt door het lichtgevende orgaan achter op zijn staart. Zelf zal hij niet achter een prooi aanjagen, dus blijft hij gewoon wachten.

## Verspreiding en leefgebied
Deze soort komt wereldwijd voor op grote diepte in de gematigde en tropische zeeën, namelijk tussen de 1200 en 1400 meter.